# Ґосцицино
Ґосцицино (пол. Gościcino) — село в Польщі, у гміні Вейгерово Вейгеровського повіту Поморського воєводства.
Населення — 5784 особи (2011).
У 1975-1998 роках село належало до Гданського воєводства.

## Демографія
Демографічна структура станом на 31 березня 2011 року:
|          | Загалом | Допрацездатний вік | Працездатний вік | Постпрацездатний вік |
| -------- | ------- | ------------------ | ---------------- | -------------------- |
| Чоловіки | 2910    | 797                | 1908             | 205                  |
| Жінки    | 2874    | 765                | 1755             | 354                  |
| Разом    | 5784    | 1562               | 3663             | 559                  |